# David Van De Woestijne
David Van De Woestijne (født 18. februar 1915 i Llanidloes, Wales, - død 19. maj 1979 i Bruxelles, Belgien) var en belgisk komponist, Pianist, og organist.
De Woestijne blev født i Storbritannien af belgiske forældre. Han kom hurtigt til Belgien, hvor han studerede klaver og komposition på det Kongelige Musikkonservatorium i Bruxelles, for herefter at studerede orgel og harmonilærer på Lemmens Institutet.
Han studerede komposition videre på Musikkonservatoriet i Mechelen hos Godfried Devreese og Paul Gilson. De Woestijne har skrevet 2 symfonier, orkesterværker, kammermusik, vokalmusik, koncertmusik, instrumentalværker etc. Han levede en periode som omrejsende koncertpianist for mange Symfoniorkestre, både indenlands og i udlandet.

## Udvalgte værker
- Symfoni nr. 1 (1958) - for orkester
- Symfoni nr. 2 (I to satser) (1965) - for orkester